# Дуб Т. Г. Шевченка (Звенигородський район)
Дуб Т. Г. Шевченка — ботанічна пам'ятка природи місцевого значення в Україні. Розташований на території Звенигородського району Черкаської області, село Моринці, Шевченківське лісництво. 
Площа — 0,03 га, статус отриманий 27 червня 1972 року.